# Полип шейки матки
Поли́п ше́йки ма́тки, или цервика́льный поли́п, — обыкновенный доброкачественный полип (или опухоль), возникающий на поверхности канала шейки матки.
Внутренний слой матки – эндометрий – пронизан железами, выделяющими белково-углеводный секрет, необходимый для прикрепления и начального развития эмбриона. Доброкачественные опухоли желез эндометрия называются железистыми полипами. Это одна из видов аденомы у женщин. Полипы растут вдаваясь в полость матки, имеют продолговатую форму с основанием наподобие ножки.
Причина появления полипов неизвестна, хотя их часто связывают с воспалением шейки матки. Могут появиться и в результате повышенного уровня эстрогена или закупорки кровеносных сосудов шейки матки.
Как правило, рост данных полипов протекает бессимптомно. Изредка могут стать причиной нерегулярного менструального кровотечения, сильной боли, ненормально обильного менструального кровотечения (меноррагия), вагинального кровотечения в период постменопаузы, кровотечения после полового акта, а также обильных выделений белого цвета из влагалища («бели»).
Полипы шейки матки могут быть обнаружены во время гинекологического осмотра, выглядят как красные или фиолетовые наросты. Диагноз подтверждается биопсией шейки матки.
Лечение полипов в матке производится в два этапа. Первый представляет собой удаление слизистых образований операбельным путем, а второй – это реабилитационный период после выхода из больницы.
Полипы удаляются при помощи хирургических щипцов или хирургической петли. Оставшееся основание полипа удаляется лазером или прижиганием. Если полип инфицирован, назначают антибиотики.
Прогноз в целом благоприятный. Большинство полипов шейки матки (99 %) останутся доброкачественными, лишь 1 % проявит неопластическое изменение, способное привести к злокачественному перерождению. Повторный рост полипов маловероятен.
Полипы шейки матки наиболее часто встречаются у рожавших женщин и у женщин в предклимактерический период. Изредка можно обнаружить у женщин в предменструальный период, ещё реже — в постклимактерический период.
Полипы шейки матки являются пальцевидными опухолями, обычно менее 1 см в диаметре. Они, как правило, ярко-красного цвета, с пористой структурой. Если полипы на ножке, то благодаря удлинённому стеблю возможно их выпадение во влагалище, из-за чего при осмотре могут быть ошибочно приняты за полипы тела матки или за подслизистую фиброму.

## Диагностика полипа
- Кольпоскопия (безболезненный осмотр в кольпоскоп — специальный микроскоп для исследования шейки матки и влагалища). Кольпоскопия позволяет уточнить структуру и локализацию полипа.
- Гистероскопия — визуальный осмотр полости матки посредством гистероскопа (оптиковолоконного устройства). Чаще всего во время гистероскопии выполняют гистерорезектоскопию — удаление полипа с коагуляцией ложа полипа.
- Биопсия (забор кусочка ткани) с последующим гистологическим исследованием (исследованием структуры ткани).
- Гистологическое (микроскопическое) исследование фрагмента (кусочка) ткани или всего оперативного (удаленного) материала.
- Аспирация содержимого полости матки с последующим цитологическим исследованием (исследованием структуры клеток).
- Фракционное (раздельное) диагностическое выскабливание слизистой оболочки шеечного канала и полости матки с последующим гистологическим исследованием полученного материала.